# شاهزاده جورج، دوک کنت
شاهزاده جورج، دوک کنت (انگلیسی: Prince George, Duke of Kent؛ جورج ادوارد الکساندر ادموند؛ ۲۰ دسامبر ۱۹۰۲ – ۲۵ اوت ۱۹۴۲) یکی از اعضای خانواده سلطنتی بریتانیا، چهارمین پسر جرج پنجم و ماری تک بود. او برادر کوچک‌تر ادوارد هشتم و جرج ششم بود.
شاهزاده جورج در دهه ۱۹۲۰ در نیروی دریایی سلطنتی خدمت کرد و سپس مدت کوتاهی به عنوان یک کارمند دولتی خدمت کرد. وی در سال ۱۹۳۴ دوک کنت شد. در اواخر دهه ۱۹۳۰ وی به عنوان یک افسر RAF، در ابتدا به عنوان یک افسر ستاد در فرماندهی آموزش RAF و سپس، از ژوئیه ۱۹۴۱، به عنوان یک افسر ستاد در بخش رفاه ستاد بازرسی RAF خدمت کرد. وی در ۲۵ اوت ۱۹۴۲ در یک سانحه هوایی نظامی کشته شد.